# Nebeška gloria (Farčnik)
Nebeška gloria je sklop stenskih fresk, delo slovenskega akademskega slikarja in frančiškanskega duhovnika Blaža Farčnika, ki se nahaja na zaoltarski steni v cerkvi svetega Frančiška v Šiški.

## Zgodovina
Njegove freske se razprostirajo preko celotne cerkve v isti višini kot okna. Za izdelavo vseh teh fresk je Farčnik potreboval šest let (med 1930 in 1935). 
Načrt za samo zgradbo je izdelal Jože Plečnik leta 1924, medtem ko se je sama gradnja pričela naslednje leto. Cerkev je bila blagoslovljena 8. julija 1928. 
Farčnik je pričel s poslikavo pri glavnem oltarju, nato pa poslikal stranske stene. Leta 1936 pa je prenehal s slikanjem v glavnem cerkvenem prostoru in poslikal stransko kapelo sv. Terezije, ki je fizično ločena od glavnega prostora. Sam Plečnik je nasprotoval kakršnikoli poslikavi oz. dodatnemu okraševanju cerkve, saj je hotel ohraniti minimalistični izgled, saj je sam poskrbel za vse elemente znotraj cerkve. Tudi zaradi zasnove same cerkve (predvsem zaradi nosilnih stebrov (13 m) in minimalnega prostora med glavnim oltarjem oz. glavnim prostorom in steno (4,2 m)) je otežen celostni pogled na freske in jih tako ne moremo občudovati v njihovi polnosti.

## Pregled
Farčnikove freske so nastale predvsem pod vplivom gotike in renesanse. Medtem, ko je Farčnik popolnoma zanemaril ozadje slike in se posvetil enoplastičnosti motivov (izjema temu so vrste malih angelov, ki so slabo definirani in se v treh rahlo obočenih vrstah razprostirajo preko vseh nadoltarnih fresk. Barve so temnejše in manj izrazite. Umetnik je uporabil tudi baročno igro oz. preplet senc in svetlobe, pri čemer izrazitost barve (oz. osvetljenost) narašča iz strani proti sredini fresk; tako je najbolj izrazita osrednja freska Marije. V skladu z renesančno-humanističnimi principi pa je Farčnik na tem delu posvetil maksimalno pozornost realistični upodobitvi figur. Baročnost pa je razvidna tudi pri upodobitvi predvsem oblačil, ki jih avtor uporabi zelo animirano ter tudi z bolj poudarjenimi oz. močnimi barvami kot ozadje, pri čemer je to storil na ta način, da vseeno posamezne figure ne izstopajo nadpovprečno izven celotnega okvira freske. 
Glavni problem pri obravnavi Farčnikovih fresk pa je umeščenost v prostor. Sam Plečnik namreč ni hotel nobenih fresk in je temu primerno tudi zasnoval prostor. Zato je sam ogled fresk delno zastrt zaradi nosilnih stebrov in samega oltarja, ki tako zastira skoraj celotno osrednjo fresko. Sam ogled izpod fresk je tudi onemogočen zaradi višini samih fresk kot tudi (pre)slabe osvetlitve.

## Postavitev freske
Glavna (za)oltarska freska, poimenovana »Nebeška gloria«, je zaradi arhitekturnih elementov fizično ločena na pet delov:
1. na levi stranski steni (dalje F1);
2. na levi strani oltarne stene (F2);
3. na sredini oltarne stene (F3);
4. na desni strani oltarne stene (F4) in
5. na desni stranski steni (F5).

Glavna freska tako predstavlja nebesa, pri čemer so na njej predstavljeni predvsem osebe, ki so pomembne znotraj redov sv. Frančiška Asiškega, predvsem pa reda manjših bratov. Da je teh pet delov povezanih v eno fresko, nakazuje ista tematika (nebesa), hkrati pa dve vrsti angelov, ki se v loku razprostirata preko vseh delov (izjema je F3).
Glavna (za)oltarska freska, poimenovana »Nebeška gloria«, je zaradi arhitekturnih elementov fizično ločena na pet delov:
1)	na levi stranski steni (dalje F1);
2)	na levi strani oltarne stene (F2);
3)	na sredini oltarne stene (F3); 
4)	na desni strani oltarne stene (F4) in
5)	na desni stranski steni (F5).
Glavna freska tako predstavlja nebesa, pri čemer so na njej predstavljeni predvsem osebe, ki so pomembne znotraj Frančiškovih redov, predvsem pa reda manjših bratov (OFM). Da je teh pet delov povezanih v eno fresko, nakazuje ista tematika (nebesa), hkrati pa dve vrsti angelov, ki se v loku razprostirata preko vseh delov (izjema je F3).

### F1
Na freski se nahaja pet angelov in en seraf. Razporejeni so v dve vrsti. V prvi, spodnji vrsti se nahajajo trije angeli. Levi angel ima v rokah cvetje, srednji angel ima v rokah knjigo (z napisom SVETI EVANGELIJI) in je prepasan s frančiškanskim cingulumom. Na desni strani se nahaja še en angel. V drugi, zgornji vrsti se nahajajo tri osebe: levi angel ima v rokah cvetje, v sredini se nahaja seraf s tremi pari peruti in desni angel ima v rokah trnje. Nad obema vrstama pa se nahaja v ozadju ena vrsta angelov. Freska F1 je kompozicijsko enaka freski F5, pri čemer se skoraj popolnoma ujemata tudi v vsebini (5 angelov in seraf). 

### F2
Freska F2 je vsebinsko razdeljena na dva sklopa:
- množica posameznih oseb in
- mali angelski zbor.

Vse osebe na sliki (razen angelov) so svetniki, kar pričajo njihovi svetniški siji.
Od leve proti desni si sledijo naslednji liki: kraljevska figura; na glavi ima krono in v rokah drži blazino, na kateri je druga, trnova krona (Ludvik IX. Francoski); klečeča ženska, ki ima modro ogrinjalo in v rokah nosi kruh in cvetje (Elizabeta Ogrska); stari duhovnik v roketu in s štolo (Janez Viannej); na kolenih in komolcih klarisa, ki ima vrvno zanko okoli vratu; pastir; skupina treh klaris (prva drži v rokah monštranco, druga cvetje in tretja ima trnovo krono; sveta Klara Asiška in sveta Neža Praška); manjši brat, ki zapisuje v knjigo in ima na prsih velik zlati križ (sveti Bonaventura); papeška figura (Gregor IX.); manjši brat, ki ima v rokah lilijo in knjige (sveti Anton Padovanski); nuna, ki ima cvetno krono (Terezija Ávilska); manjši brat; skupina treh manjših bratov ob zastavi (Bernardin Sienski, Janez Kapistran); angel; manjši brat; angel; manjši brat z violino (Frančišek Solana); angel s harfo (Rafael) in dva angela.
Freska F2 je kompozicijsko enaka freski F4; na zunanji strani freske se tako nahajajo svetniki, medtem ko se na notranji strani (proti F3) nahaja manjši angelski zbor. V ozadju freske se nahajata dve vrsti angelov, ki se razprostirata v loku.

### F3
F3 je najbolj preprost (kompozicijsko in vsebinsko) del celotne freske, saj je na njem upodobljena le Marija. Upodobljena je preprosto z belim oblačilom, modro prepasnico, pri čemer nosi krono. Nahaja se v isti višini kot kip sv. Frančiška Asiškega, ki se nahaja na vrhu glavnega oltarja in jo tako prekriva pri pogledu s kora. Edina od vseh petih delov nima ta freska v ozadju nobenih angelov.

### F4
Freska F4 je vsebinsko razdeljena na dva sklopa:
- mali angelski zbor in
- množica posameznih oseb.

Vse osebe na sliki (razen angelov) so svetniki, kar pričajo njihovi svetniški siji.
Od leve proti desni si sledijo naslednji liki: angel s kadilnico; glava manjšega brata; nadangel Mihael; glava manjšega brata; angel, ki drži Mihaelov ščit; angel, ki igra na trombo; manjši brat, ki drži vejico; angel; manjši brat; manjši brat, ki drži v desni roki dve sablji in v levi vejice; manjši brat, ki drži v roki vejico; manjši brat; v ozadju manjši brat; manjši brat v duhovniški obleki, ki drži zastavo, na kateri je napisano GORKUM 1572; manjši brat; manjši brat, ki drži vejico; manjši brat, ki drži dve vejici in dve sulici; manjši brat, ki drži križ, na katerem piše JAPAN 1593; manjši brat; manjši brat, ki kleči in dve klarisi.
Freska F4 je kompozicijsko enaka freski F2; na zunanji strani freske se tako nahajajo svetniki, medtem ko se na notranji strani (proti F3) nahaja manjši angelski zbor. V ozadju freske se nahajata dve vrsti angelov, ki se razprostirata v loku.
Dve prevladujoči skupina na tej freski sta:
- Gorkumski mučenci: leta 1572 so protestanti v nizozemskem mestu Gorcum (današnji Gorinchem) obesili devet patrov, dva manjša brata, tri škofijske duhovnike in enega pomočnika, avguštinca, dominikanca, norbertina, premonstranca in še enega katolika. Beatificirani so bili 14. novembra 1675 in kanonizirani 29. junija 1865. Na dan smrti, 9. julija, se opravlja njihovo češčenje.
- Japonski mučenci: letnica na križu označuje prihod prvih manjših bratov na Japonsko, kamor so prišli na ukaz španskega guvernerja Filipinov[5]. 5. februarja 1597 so na ukaz šoguna križali šest evropskih manjših bratov, 3 japonske jezuite in 17 japonskih katolikov. Beatificirani so bili 14. septembra 1627 in kanonizirani 8. junija 1862. Na koledarju svetnikov se nahajajo 6. februarja.

Edina vsebinsko in vizualno oseba na tej freski, ki je neovrgljivo prepoznavna, je nadangel Mihael. Upodobljen je v klasični podobi: nosi rdečo tuniko in zlati oklep (v slogu rimskega centuriona), v levi roki nosi ognjeni meč, medtem ko mu desna roka sloni na zlatem ščitu, ki ga drži angel. Na ščitu je v treh vrsticah napisan MI-HA-EL. 

### F5
Na freski se nahaja pet angelov in en seraf. Razporejeni so v dve vrsti. V prvi, spodnji vrsti se nahajajo trije angeli. Levi angel, nato srednji angel, ki ima v rokah kadilnico in desni angel, ki ima v rokah trak z napisom PRIDITE MOLIMO in MOJ BOG IN MOJE VSE. V drugi, zgornji vrsti se nahajajo tri osebe: levi angel ima v rokah cvetje, v sredini se nahaja seraf s tremi pari peruti in desni angel ima v rokah trnje. Nad obema vrstama pa se nahaja v ozadju ena vrsta angelov. Freska F5 je kompozicijsko enaka freski F1, pri čemer se skoraj popolnoma ujemata tudi v vsebini (5 angelov in seraf).